# 녹말

아밀로스 분자의 구조

아밀로펙틴 분자의 구조

녹말(綠末, 영어: starch, 라틴어: amylum) 또는 전분(澱粉)은 많은 수의 포도당 단위체들이 글리코사이드 결합으로 연결된 중합체 탄수화물이다. 녹말은 대부분의 녹색 식물에서 에너지를 저장하기 위해 생성되며, 식물의 종자나 뿌리 등에 많이 포함되어 있다. 녹말은 사람의 식단에서 가장 흔한 탄수화물이며, 감자, 밀, 옥수수, 쌀, 카사바와 같은 주요 음식물에 다량으로 함유되어 있다.
식물의 세포에 있는 녹말 결정이나 이를 추출한 것을 일반적으로 녹말이라고 부른다. 녹말 알갱이의 겉모습이나 성질은 기원이 된 식물의 종류에 의해 상당히 다르다.
순수한 녹말은 차가운 물 또는 알코올에 녹지 않는 흰색의 무미, 무취의 분말(녹말가루)이다. 녹말은 선형 및 나선형의 아밀로스와 분지형의 아밀로펙틴의 두 가지 유형의 분자들로 구성된다. 식물에 따라 녹말은 일반적으로 20~25%의 아밀로스와 75~80%의 아밀로펙틴으로 구성된다. 동물에서 포도당의 저장 형태인 글리코젠은 아밀로펙틴보다 고도로 분지된 형태이다.
녹말 입자는 매우 단단한 결정형이지만, 물과 섞어 가열하면 수분을 흡수하면서 느슨해진다. 쌀가루나 밀가루를 물에 섞어 60°C 정도로 가열하면 나타나는 현상이다. 이런 식으로 호화된 녹말입자는 소화효소의 침투가 쉬우며 결과적으로 소화율이 높아진다.
산업에서 녹말은 당으로 전환되고 맥주, 위스키, 바이오 연료 제조에 에탄올을 생산하기 위해 발효된다. 녹말은 가공 식품에 사용되는 당을 생산하기 위해 가공된다. 따뜻한 물에 대부분의 녹말을 혼합시키면 밀반죽(wheatpaste)과 같은 풀이 생성되어 증점안정제(thickening agent), 경화제, 접착제로 사용할 수 있다. 식품 이외의 분야에서 녹말의 산업적인 쓰임이 가장 큰 것은 제지 공정에서 접착제로 사용되는 것이다. 다림질을 하기 전에 의복의 일부에 녹말을 발라서 강성을 높일 수 있다.

## 어원
"녹말(綠末)"이라는 낱말은 원래 "녹두가루(녹두에서 얻은 녹말가루)"를 뜻하는 말이었으나, 의미가 확장되며 다른 식물에서 얻은 녹말도 아울러 지칭하게 되었다.
영어 "starch"는 "강한(strong), 뻣뻣한(stiff), 강화하다(strengthen), 뻣뻣해지다(stiffen)"는 의미의 게르만어 어근에서 유래된 단어이다. 현대 독일어 "Stärke(녹말)"과 관련되어 있다.
그리스어인 "amylon(ἄμυλον)"도 관련이 있다. 이는 생화학에서 녹말과 관련되거나 또는 녹말로부터 유도된 몇 가지 5탄소 화합물들(예: 아밀 알코올, amyl alcohol)에 대한 접두사 "amyl-"로 사용된다.

## 역사
3만 년 전에 유럽에서 부들(Typha)의 땅속줄기를 맷돌로 갈아서 녹말 가루를 얻은 것이 확인되었다. 수수새의 녹말은 100,000년 전에 모잠비크의 Ngalue 동굴의 멧돌에서 발견되었다.
밀에서 순수하게 추출된 녹말 반죽은 고대 이집트에서 파피루스를 접착하는데 사용했을 가능성이 있다. 녹말의 추출은 77~79년 경에 대플리니우스의 《박물지》(Natural History)에서 처음으로 기술되었다. 또한 로마인들은 화장용 크림, 머리에 뿌리는 가루, 소스를 걸쭉하게 만드는데 녹말을 사용했다. 페르시아인들과 인도인들은 할와와 비슷한 요리를 만들기 위해 녹말을 사용했다. 700년 이후로 중국에서 종이 생산시 종이의 표면 처리를 위해 쌀의 녹말을 사용해 왔다.
녹말을 함유한 식물을 직접적으로 소비하는 것 외에도 2008년까지 전 세계에서 연간 6,600만 톤의 녹말이 생산되고 있다. 유럽 연합의 녹말 생산량은 약 850만 톤이었고, 이 중에서 약 40%는 산업 응용 분야에서 60%는 식품 용도로 사용되었으며, 식품 용도로는 대부분 포도당 시럽으로 사용되었다.

## 종류
- 녹두 녹말

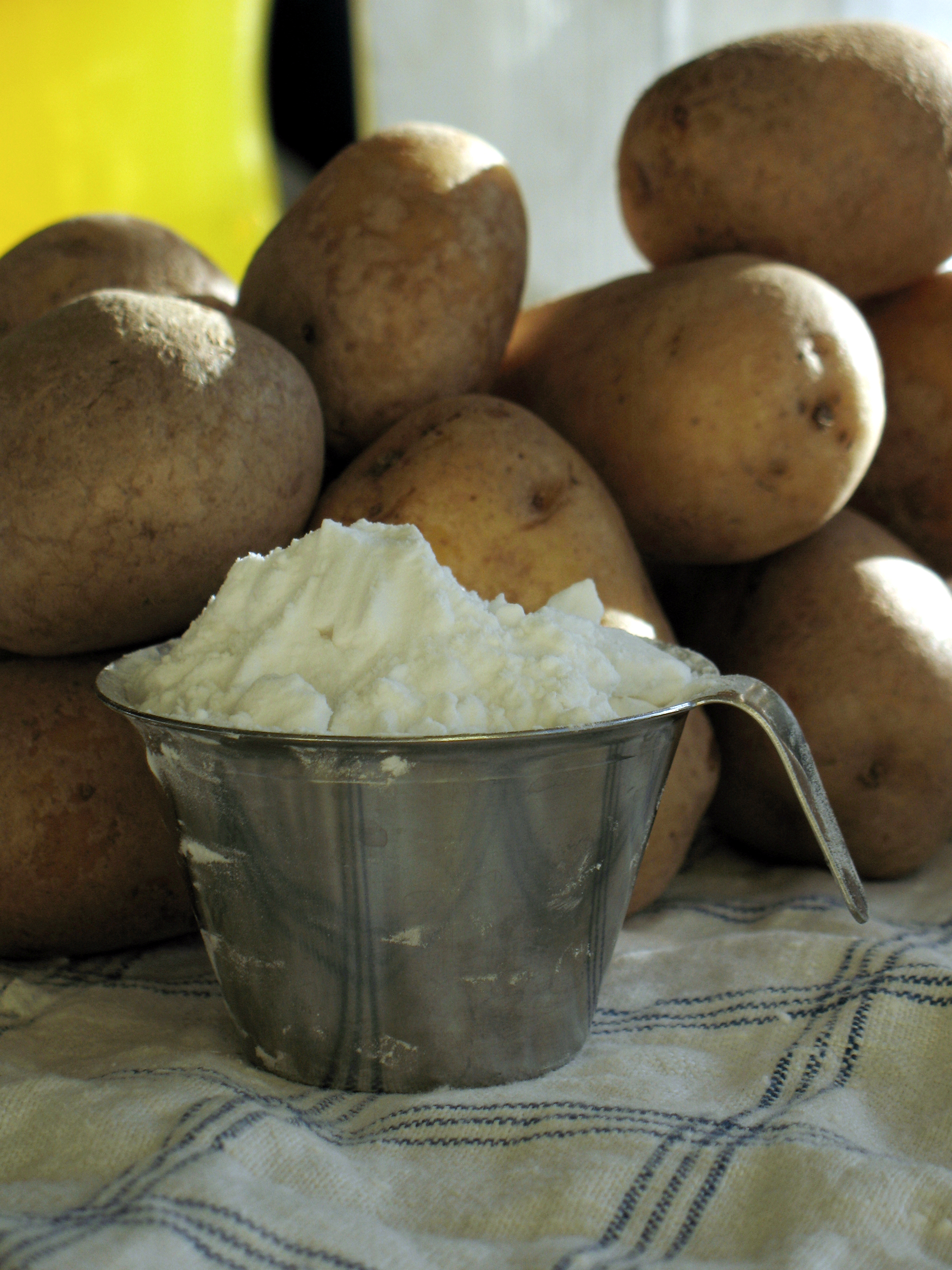
감자 녹말

- 밀 녹말: 원래 중국 요리에서 덤플링이나 만두의 외피를 만드는 데 쓰여 온 밀가루의 일종이다. 이 분말은 베트남 요리에도 쓰이며, bột lọc trong 이라고 불린다.
- 감자 녹말: 덩이줄기를 갈아 낸 뒤 펄프로 만든 다음 물로 세척하여 섬유 조직을 제거하여 만든다. 말린 제품은 주로 녹말로 이루어져 있지만 단백질도 일정량 포함하고 있다. 감자 녹말은 농후제로도 쓰인다. 끓을 때까지 데우면 물 속에 감자 부유물이 붙은 음식은 빠르게 부풀어 오른다. 감자 녹말은 곡물이나 콩으로 만든 것이 아니므로 곡물이 익지 않은 유월절 기간에 유대인들이 요리를 할 때 밀가루를 대체하는 데 쓰인다.
  - 추뇨가루는 말린 감자로 만들며, 남아메리카에서 사용된다.
- 고구마 녹말
- 옥수수 녹말
- 칡 녹말
- 카사바 녹말

## 식물의 에너지 저장
대부분의 녹색 식물들은 에너지 저장 형태로 녹말을 사용한다. 식물에서 여분의 포도당은 포도당보다 더 복잡한 형태인 녹말로 변환된다. 예외적으로 국화과(참취속, 데이지, 해바라기 등) 식물들은 녹말 대신에 프럭탄인 이눌린으로 저장한다. 이눌린과 같은 프럭탄은 밀, 양파, 마늘, 바나나, 아스파라거스에도 존재한다.
광합성에서 식물은 이산화 탄소로부터 포도당을 생성하기 위해 빛에너지를 이용한다. 포도당은 일반적인 물질대사에 필요한 화학에너지를 생성하는데 사용되는데 핵산, 지질, 단백질과 같은 유기 화합물의 합성에 필요한 에너지로 사용된다. 포도당은 셀룰로스와 같은 구조 다당류를 만들기위해 사용되거나 녹말체에서 녹말 과립의 형태로 저장된다. 생장기가 끝날 때까지 나뭇가지의 눈(bud)에 녹말이 축적된다. 열매, 씨, 땅속줄기, 덩이줄기는 다음 생장 시즌을 준비하기 위해 녹말을 저장한다.
포도당은 물에 녹고, 친수성이며, 물과 결합하여 많은 공간을 차지하며, 삼투압에 영향을 미친다. 그러나 녹말은 물에 녹지 않으므로 삼투압에 영향을 주지 않으며 훨씬 더 조밀하게 저장할 수 있다.
녹말의 포도당 분자들은 쉽게 가수분해될 수 있는 α-글리코사이드 결합으로 연결되어 있다. 같은 종류의 결합이 동물의 저장 다당류인 글리코젠에서 발견된다. 녹말과는 달리 키틴, 셀룰로스, 펩티도글리칸과 같은 구조 다당류들은 β-글리코사이드 결합으로 결합되어 있으며, 가수분해에 훨씬 더 강하다.

### 생합성
식물은 포도당 1-인산 아데닐릴트랜스퍼레이스를 사용하여 포도당 1-인산을 ADP-포도당으로 전환시킴으로써 녹말을 생성한다. 이 단계는 ATP 형태의 에너지를 필요로 한다. 그런 다음 녹말 생성효소는 ADP-포도당을 α(1→4) 글리코사이드 결합을 통해 포도당 잔기의 성장하는 사슬에 첨가시켜, ADP를 유리시키고 아밀로스를 생성한다. 녹말이 합성될 때는 아밀로스의 비환원 말단에 ADP-포도당이 사용되는 반면 글리코젠이 합성될 때는 글리코젠의 비환원 말단에 UDP-포도당이 사용된다.
녹말 분지효소(starch branching enzyme)는 아밀로스 사슬들을 α(1→6) 글리코사이드 결합으로 연결시켜 분지된 아밀로펙틴을 생성한다. 녹말 탈분지효소(starch debranching enzyme)인 아이소아밀레이스는 이러한 가지들 중 일부를 제거한다. 이러한 효소들의 몇 가지 동질효소가 존재하며 매우 복잡한 합성 과정을 유도한다.
글리코젠과 아밀로펙틴은 비슷한 구조를 가지고 있지만, 글리코젠은 8~12개의 잔기마다 가지를 형성하는 반면 아밀로펙틴은 24~30개의 잔기마다 가지를 형성한다. 아밀로펙틴은 ADP-포도당으로부터 합성되는 반면, 포유류와 균류에서 글리코젠은 UDP-포도당으로부터 합성된다. 대부분의 세균에서 글리코젠은 ADP-포도당으로부터 합성된다.
식물에서의 녹말 합성 외에도 녹말은 효소 칵테일에 의해 매개되는 음식물이 아닌 것으로부터 합성될 수 있다. 이러한 무세포 생물계(cell-free biosystem)에서 β(1→4) 글리코사이드 결합으로 연결된 셀룰로스는 부분적으로 가수분해되어 셀로비오스를 형성한다. 셀로비오스는 셀로비오스 포스포릴레이스에 의해 포도당 1-인산과 포도당으로 분해된다. 다른 효소인 감자의 α-글루칸 포스포릴레이스는 포도당 1인산으로부터 포도당 단위를 녹말의 비환원 말단으로 첨가시킬 수 있다. 이 과정에서는 인산기가 내부적으로 재활용된다. 다른 생성물인 포도당은 효모에 의해 동화될 수 있다. 이러한 무세포 바이오프로세싱(cell-free bioprocessing)은 값비싼 화학 물질과 에너지의 투입을 필요로 하지 않고, 수용액에서 수행할 수 있으며, 당을 소실하지 않는다.

### 분해

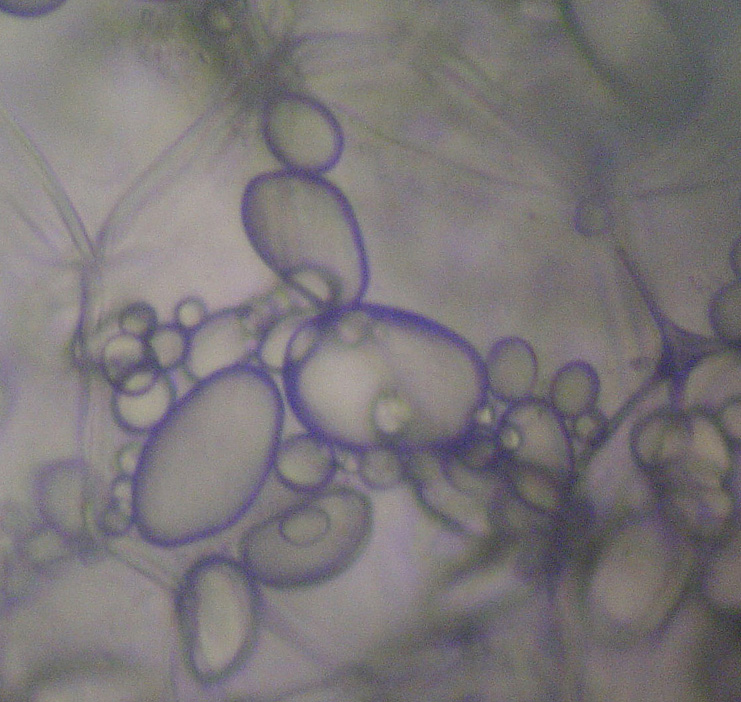
녹말체가 있는 감자세포

식물 잎에서 하루 동안 합성된 녹말은 과립으로 저장된다. 녹말은 밤에 에너지원으로 사용된다. 불용성이며 고도로 분지된 녹말 사슬은 분해효소가 접근할 수 있도록 인산화되어야 한다. 알파-글루칸, 워터 다이키네이스(alpha-glucan, water dikinase, GWD)는 α(1→6) 글리코사이드 결합으로 연결된 사슬에 인접한 포도당 분자의 6번 탄소(C-6)를 인산화시킨다. 두 번째 효소인 포스포글루칸, 워터 다이키네이스(phosphoglucan, water dikinase, PWD)는 포도당 분장의 3번 탄소(C-3)를 인산화시킨다. 이러한 효소들의 감소, 예를 들어 알파-글루칸, 워터 다이키네이스(GWD)의 감소는 녹말이 과잉되는 표현형의 변화를 초래하고 녹말이 인산화될 수 없기 때문에 녹말이 색소체에 축적된다.
인산화 후에 첫 번째 분해효소인 베타-아밀레이스는 녹말의 비환원 말단에서 포도당 사슬을 공격할 수 있다. 엿당은 녹말 분해의 주요 생성물로 방출된다. 포도당 사슬이 3개 이하의 분자로 구성되게 된다면 베타-아밀레이스는 엿당을 방출할 수 없다. 두 번째 효소인 불균등화 효소-1(disproportionating enzyme-1, DPE1)은 두 개의 말토트라이오스 분자를 결합시킨다. 이 연결된 사슬로부터 포도당 분자가 방출된다. 이제 베타-아밀레이스는 나머지 사슬로부터 다른 엿당 분자를 방출할 수 있다. 녹말이 완전히 분해될 때까지 이러한 주기가 반복된다. 베타-아밀레이스가 포도당 사슬의 인산화된 분지 지점에 가까워지면 더 이상 엿당을 방출할 수 없다. 인산화된 사슬이 분해되기 위해서 아이소아밀레이스가 필요하다.
녹말의 분해 산물은 주로 엿당이며, 적은 양의 포도당도 생성된다. 엿당은 엿당 운반체를 통해 색소체로부터 세포질로 운반되며, 돌연변이가 발생하면(MEX1-돌연변이) 색소체에 엿당이 축적된다. 포도당은 색소체의 포도당 운반체(plastidic glucose translocatorp GlcT)를 통해 세포질로 운반된다. 포도당은 수크로스 합성을 위한 전구물질 역할을 한다. 수크로스는 밤에 ATP를 생성하기 위해 미토콘드리아에서 산화적 오탄당 인산 경로에 사용될 수 있다.

## 특성

### 구조

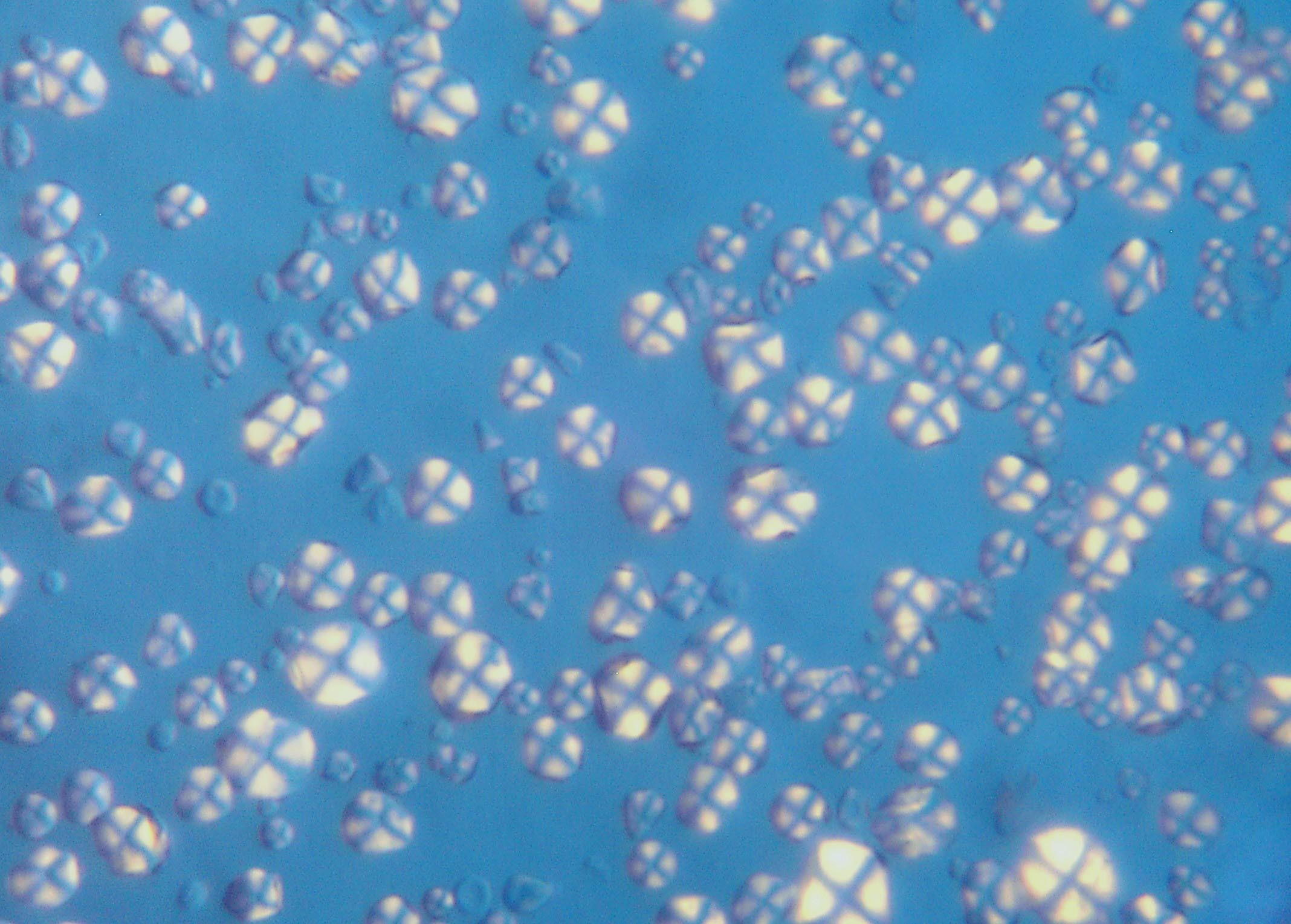
편광하에서 800배 확대로 본 녹말. 특징적인 십자 모양이 보인다.

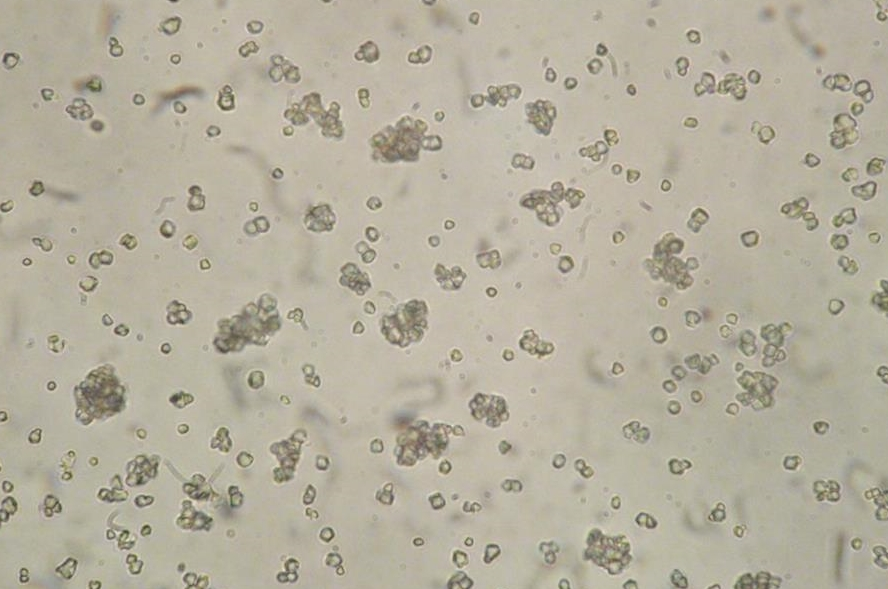
광학 현미경으로 관찰한 쌀녹말. 쌀녹말의 특징은 녹말 과립이 각진 윤곽을 가지며, 그 중 일부는 서로 붙어서 더 큰 과립을 형성하는 것이다.

아밀로스는 완전하게 가지가 없는 구조라고 생각했었지만, 지금은 아밀로스 분자들의 일부에서 몇몇 분지점을 가지고 있는 것으로 파악되고 있다. 아밀로스는 아밀로펙틴보다 훨씬 더 작은 분자이다. 식물에서 녹말 과립의 약 4분의 1은 아밀로스로 구성되어 있는데, 아밀로스의 분자수는 아밀로펙틴의 분자수보다 약 150배가 많다.
식물에서 녹말 분자는 반결정성 과립으로 저장된다. 녹말 과립의 크기는 각각의 식물 종들마다 다르다. 쌀의 녹말 과립은 상대적으로 작은(약 2 μm) 반면에 감자 녹말 과립은 상대적으로 크다(100 μm 이상).
녹말은 온도가 올라가면 물에 녹는다. 녹말 과립이 팽창하고 파열되면 반결정성 구조가 사라지고 작은 아밀로스 분자들이 과립으로부터 스며나오기 시작하여 물 분자들을 붙잡아두는 네트워크를 형성하고 혼합물의 점성을 증가시킨다. 이 과정을 녹말의 호화라고 부른다. 요리를 하는 동안 녹말은 페이스트가 되어 점성이 더 높아진다. 냉각 또는 페이스트의 장기 보관 중에 반결정성 구조가 부분적으로 회복되고, 물을 배출하게 되어 녹말 페이스트가 두꺼워진다. 이것은 주로 아밀로스의 노화(retrogradation)로 인해 일어난다. 이 과정은 빵의 경화나 스테일링(staling) 및 녹말 겔이 내부 액체를 방출하여 부피를 감소시키는 현상(시네레시스, syneresis)과 관련이 있다.
일부 재배 식물 품종은 찰녹말(waxy starch)로 알려진 아밀로스가 없는 순수한 아밀로펙틴으로 구성된 녹말을 가지고 있다. 가장 많이 사용되는 것은 찰옥수수, 찹쌀, 찰감자 녹말이다. 찰녹말은 노화 정도가 적어서 보다 안정된 페이스트를 생성한다. 고함량의 아밀로스 녹말을 갖고 있는 아밀로메이즈(amylomaize)는 겔 강도의 사용 및 저항성 녹말(소화가 잘 되지 않는 녹말)로 사용하기 위해 재배된다.
셀룰로스로 만들어진 합성 아밀로스는 중합도가 잘 조절되어 있다. 그러므로 합성 아밀로스는 잠재적인 약물 운반체로 사용될 수 있다.
특정 녹말은 물과 혼합되면 우블렉(oobleck)이라고 불리는 비뉴턴 유체를 생성한다.

### 녹말의 호화
식물들은 보통 β-녹말의 형태로 녹말을 저장하는데, 이는 쌀이나 밀의 낟알 등에서 볼 수 있는 형태이며, 구조적으로는 아밀로스와 아밀로펙틴 사슬이 밀접하게 결합되어 있기 때문에 딱딱하고 단단하며 소화되기 어려운 특성을 가지고 있다. 이 β-녹말에 물을 넣고 가열하거나 수소결합을 파괴하면 사슬 구조가 끊어지며, 사슬 사이로 물이 들어가 불규칙하게 팽창된 구조를 가지는 α-녹말이 된다. 이 과정을 녹말의 α-화 혹은 호화라고 부르며 이 α-형태의 녹말은 밥, 빵과 같은 음식을 구성하는 주성분이다. 또한 부피가 증가하고 사슬 구조가 끊어져 표면적이 넓어진 α-녹말은 아밀레이스와 같은 효소에도 잘 반응한다.

### 가수분해
녹말을 구성 당으로 분해하거나 가수분해하는 효소는 아밀레이스로 알려져 있다.
알파-아밀레이스는 식물과 동물에서 발견된다. 사람의 침에는 아밀레이스가 풍부하고, 이자에서도 아밀레이스를 분비한다. 녹말 함량이 높은 식사를 하는 집단의 사람들은 녹말 함량이 낮은 식사를 하는 집단의 사람들보다 아밀레이스 유전자를 더 많이 가지는 경향이 있다.
베타-아밀레이스는 녹말을 엿당으로 분해한다. 이러한 과정은 녹말의 소화에서 중요하며, 곡물 종자로부터 얻은 아밀레이스가 녹말을 엿당으로 변환시키는 역할을 하는(몰팅, 매싱) 양조에서도 사용된다.
포도당의 연소열이 686 kcal/mol 일 때 녹말은 포도당 단위체 1몰당 694 kcal 이고,가수분해될 때 1몰당 7.2 kcal 또는 포도당 생성물 1 g 당 40 cal를 방출한다.

### 덱스트린화
녹말이 건조열에 노출되면 분해되어 덱스트린을 생성한다. 이러한 분해 과정을 덱스트린화(dextrinization)라고 한다. 덱스트린은 주로 황색에서 갈색으로 변하고, 덱스트린화는 부분적으로 구운 빵의 갈변을 초래한다.

### 화학적 시험

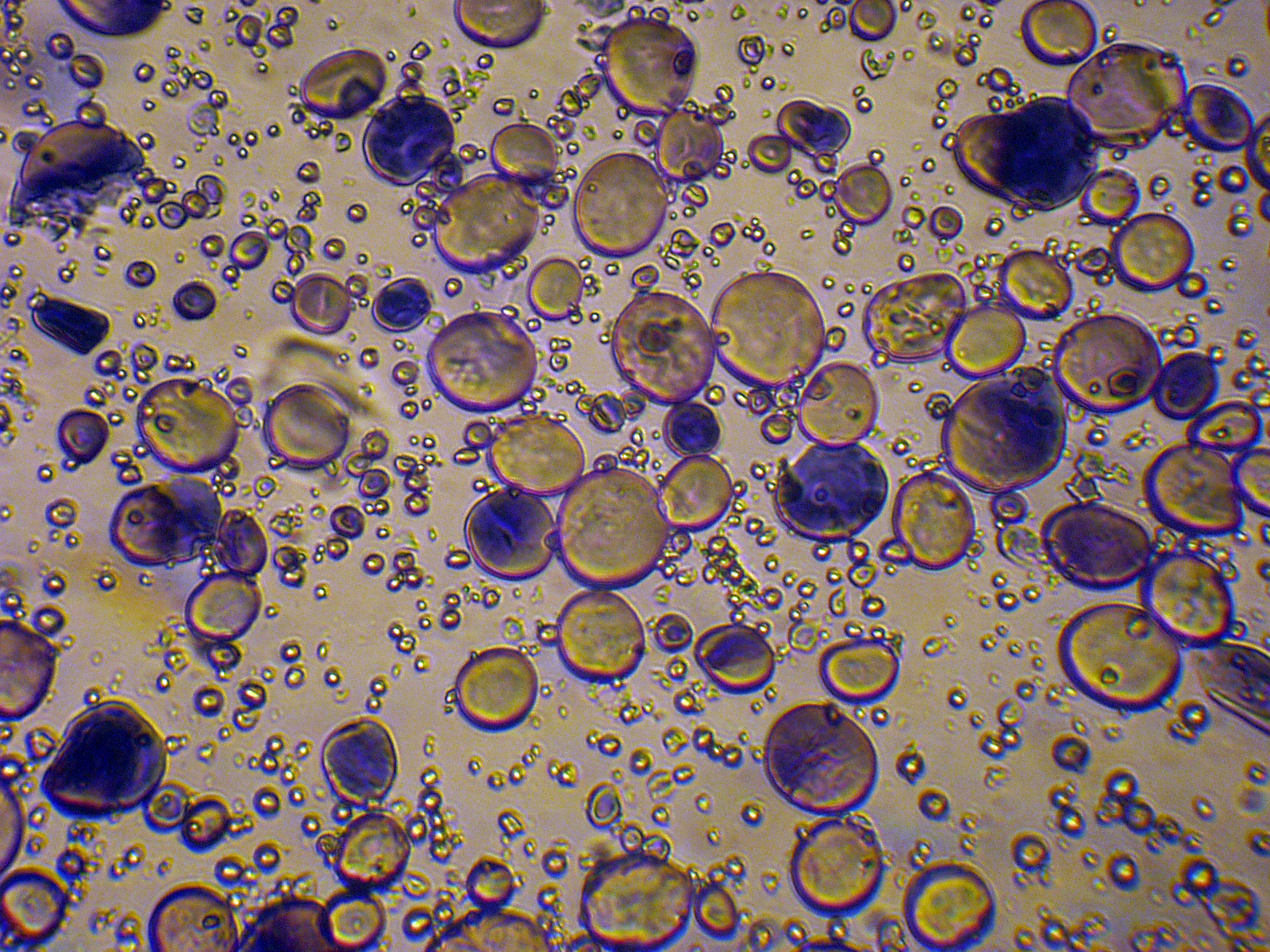
광학 현미경으로 촬영한 아이오딘으로 염색된 밀녹말의 과립

녹말을 시험하기 위해 아이오딘과 아이오딘화물(보통 아이오딘화 칼륨으로부터)을 혼합하여 형성된 삼아이오딘화물(I3−) 용액을 사용하는데, 어두운 청남색은 녹말의 존재를 나타낸다. 이 반응의 세부적인 사항은 완전히 알려지지 않았지만, 단결정 X-선 결정학과 라만 분광법을 사용한 최근의 과학적 연구 결과에 따르면 녹말-아이오딘 구조는 피롤로페릴렌-아이오딘(pyrroloperylene-iodine) 복합체에서 발견되는 것과 같은 폴리아이오딘 사슬과 유사한 것으로 제안되었다. 결과로 나타나는 청남색의 강도는 존재하는 아밀로스의 양에 따른다. 아밀로스가 거의 없거나 전혀 없는 찰녹말(waxy starch)은 적색으로 변한다. 또한 베네딕트 반응과 펠링 반응도 녹말이 존재하는지를 알아보기 위해 행해진다.
물, 녹말, 아이오딘화물로 구성된 녹말 지시약 용액은 종종 산화환원 적정에 사용된다. 산화제의 존재 하에 용액은 청색으로 변하고, 환원제의 존재하에 삼아이오딘화물(I3−) 이온이 3개의 아이오딘화물 이온으로 분해되어 녹말-아이오딘 복합체를 분해하기 때문에 청색이 사라진다. 녹말 용액은 브릭스-라우셔 진동 반응(Briggs–Rauscher oscillating reaction)에서 삼아이오딘화물 중간생성물의 주기적인 형성과 소비를 가시화하기 위한 지시약으로 사용된다. 그러나 녹말은 삼아이오딘화물 이온을 포함하는 반응 단계의 반응 속도를 변화시킨다. 0.3% w/w 용액은 녹말 지시약의 표준 농도이다. 용액은 가열된 물 1리터에 가용성 녹말 3 g 을 첨가하여 만들고, 용액을 사용하기 전에 냉각시킨다(녹말-아이오딘 복합체는 35 °C 이상의 온도에서 불안정해진다).
식물의 각 종들은 과립의 크기, 모양 및 결정화 패턴에서 고유한 유형의 녹말 과립들을 가지고 있다. 현미경 하에서 편광으로 뒤에서 비춰진 아이오딘으로 염색된 녹말 입자는 독특한 몰타 십자 효과(extinction cross 또는 복굴절로도 알려짐)을 나타낸다.

## 음식

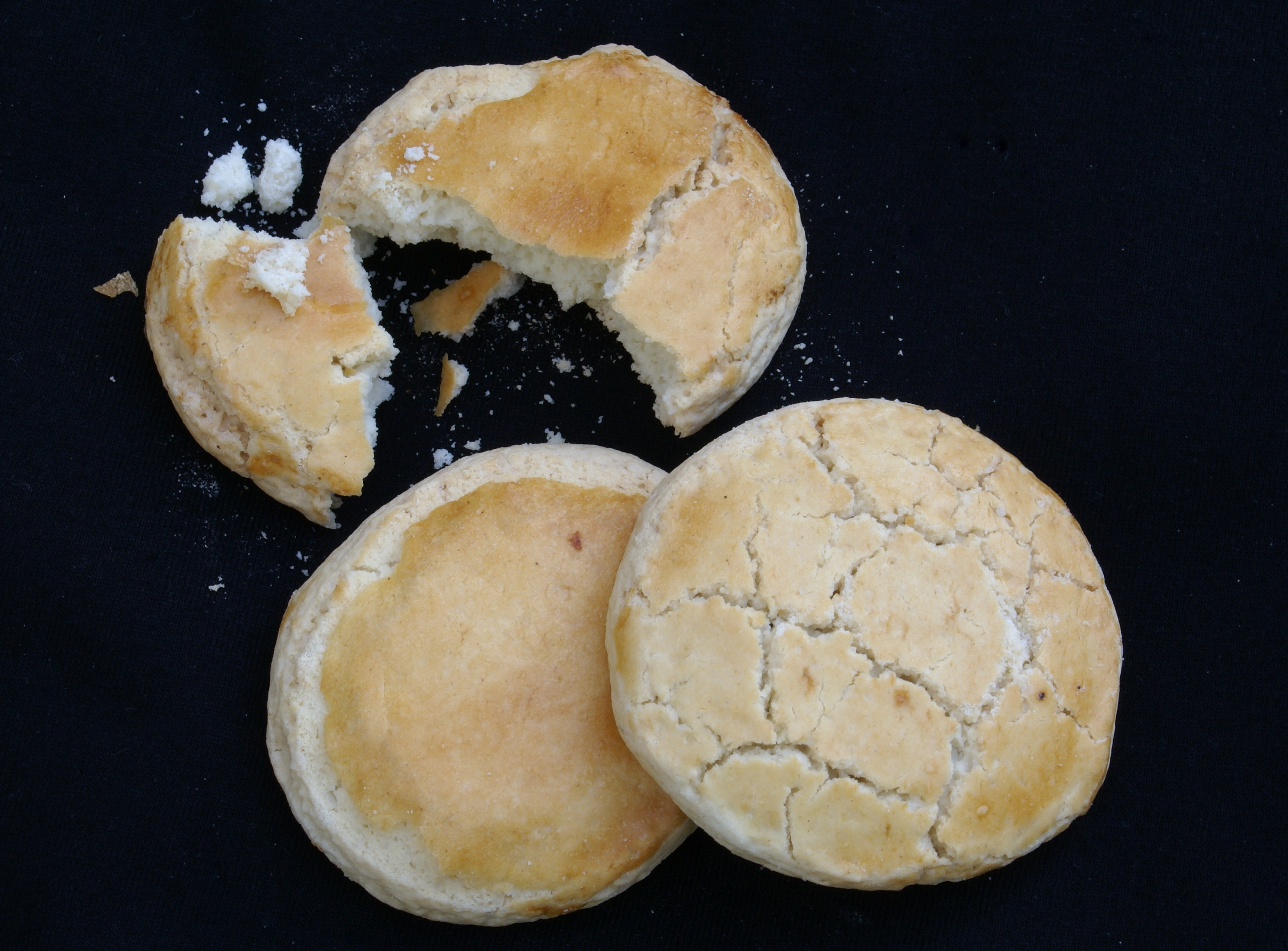
녹말 비스킷

녹말은 사람의 식단에서 가장 흔한 탄수화물이며, 많은 주요 음식물에 함유되어 있다. 전세계적으로 녹말 섭취의 주요 공급원은 곡물(쌀, 밀, 옥수수)와 뿌리채소(감자, 카사바)이다. 도토리, 애로루트(arrowroot), 아라카차(arracacha), 바나나, 보리, 빵나무, 메밀, 칸나, 토란, 얼레지, 칡, 말랑가(malanga), 조, 귀리, 안데시괭이밥(oca), 폴리네시안 애로루트(polynesian arrowroot), 사고, 수수, 고구마, 호밀, 밤, 마름, 마 및 누에콩, 렌즈콩, 녹두, 완두, 병아리콩과 같은 여러 콩 종류들을 포함한 탄수화물이 풍부한 작물들이 특정 기후에서 재배된다.
녹말을 함유한 널리 섭취되는 조리된 음식에는 빵, 팬케이크, 시리얼, 국수, 파스타, 포리지, 토르티야 등이 있다.
소화 효소는 결정성 구조를 소화하는데 문제가 있다. 생녹말(raw starch)은 소장에서 잘 소화되지 않고, 세균에 의한 분해는 대장에서 주로 일어난다. 녹말을 조리하면 소화흡수율이 증가한다.
케이크 베이킹 도중에 녹말의 호화는 물에 대한 설탕과의 경쟁으로 약화될 수 있고, 호화(gelatinization)의 방지 및 질감이 향상될 수 있다.
가공식품의 출현 전에 사람들은 많은 양의 저항성 녹말을 함유한 조리되지 않고, 가공되지 않은 녹말 함유 식물들을 다량 섭취했다. 대장 내의 미생물들은 녹말을 발효시켜서 에너지로 사용되는 짧은 사슬 지방산을 생성하여 미생물들의 유지 및 성장을 지원한다. 좀 더 고도로 가공된 식품은 소장에서 더 쉽게 소화되고, 더 많은 포도당을 방출시킨다. 따라서 대장으로 더 적은 양의 녹말이 도달하며 신체 내에서 에너지원으로 사용되는 분자들이 더 많이 흡수된다. 비만 및 당뇨병을 포함한 현대 생활에서 대사 장애를 발병시키는데 기여하는 인자들 중 하나가 에너지 전달의 변화(더 많은 가공식품 섭취의 결과) 일 수 있다고 생각된다.

### 제조 산업
녹말 제조산업은 종자, 뿌리, 덩이줄기로부터 습식 분쇄, 세척, 건조 등의 과정을 거쳐 녹말을 추출, 정제한다. 오늘날 주된 상업적인 정제 녹말은 옥수수, 카사바, 애로루트, 밀, 쌀, 감자의 녹말이다. 좀 더 소량의 정제 녹말 공급원으로 고구마, 사고, 녹두가 있다. 오늘날에는 50가지 이상의 식물들로부터 녹말을 추출한다.
미처리된 녹말을 걸쭉하게 만들거나 호화하기 위해 열이 필요하다. 녹말을 미리 조리하면 차가운 물에서 즉시 걸쭉하게 만들 수 있다. 이것을 호화된 녹말이라고 한다.

#### 녹말가루

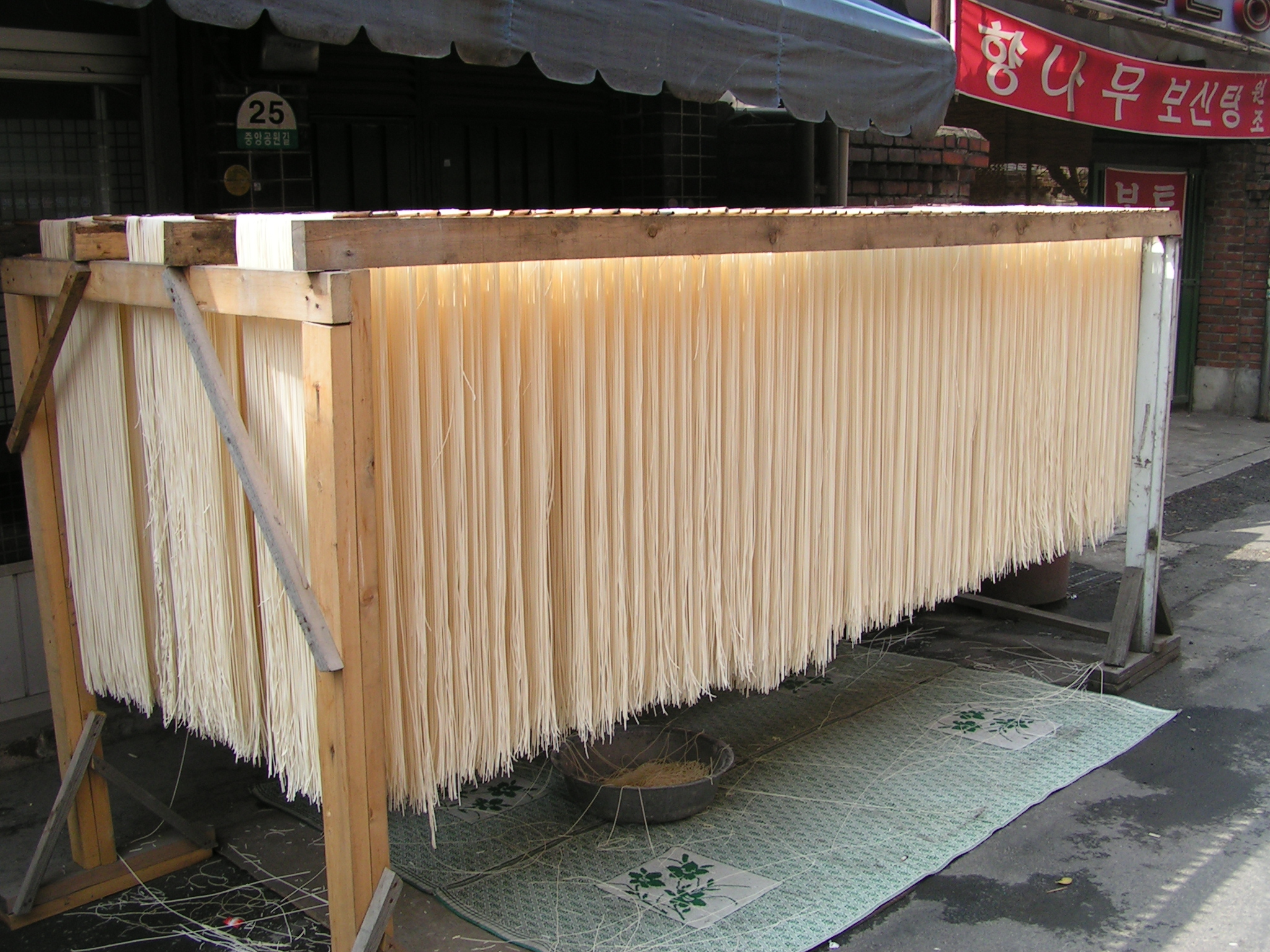
서울의 국수 가게에서 국수를 말리는 모습

식품 가공을 위한 첨가제로서 녹말은 푸딩, 커스터드, 수프, 소스, 그레이비, 파이, 샐러드 드레싱과 같은 음식에서 증점안정제 및 안정제로 일반적으로 사용되며, 국수 및 파스타를 만드는데 사용된다. 증점안정제, 증량제, 유화안정제 등의 기능을 하며 가공육의 탁월한 결합제이다.
젤리빈이나 와인검과 같은 껌 과자는 전통적인 의미에서 틀을 사용하여 제조되지 않는다. 쟁반에는 녹말이 채워지고, 수평을 유지한다. 그런 다음 주형을 녹말 속으로 압착하여 1,000개 정도의 젤리빈 모양의 찍은 자국을 남긴다. 그리고 젤리 믹스를 찍은 자국에 부어 놓고, 스토브 위에 놓는다. 이 방법은 제조되어야 하는 틀의 수를 크게 감소시킨다.

#### 녹말당
녹말을 원료로 하는 감미료들을 총칭하여 녹말당(starch sugar)이라고 한다. 녹말은 산, 다양한 효소들 또는 이들의 조합에 의해 보다 간단한 탄수화물로 가수분해될 수 있다. 생성된 단편은 덱스트린으로 알려져 있다. 전환된 정도는 일반적으로 덱스트로스 당량(dextrose equivalent, DE)에 의해 정량화되며, 이는 분해된 녹말에서 글리코사이드 결합의 대략적인 분율이다.
이러한 녹말당은 가장 일반적인 녹말 기초 식품 성분이며, 많은 음료와 식품에서 감미료로 사용된다. 녹말당은 다음을 포함한다.
- 말토덱스트린, 약간 가수분해된(DE: 10~20) 녹말 제품으로 블랜드-테이스팅 필러 및 증점안정제로 사용된다.
- 미국에서 옥수수 시럽이라고도 불리는 다양한 포도당 시럽(DE: 30~70)은 여러 종류의 가공 식품에서 감미료 및 증점안정제로 사용되는 점성이 있는 용액이다.
- 덱스트로스(DE: 100)은 녹말의 완전한 가수분해에 의해 제조된 상업적인 포도당이다.
- 고과당 옥수수 시럽은 포도당의 상당 부분이 과당으로 전환될 때까지 포도당 이성질화효소로 덱스트로스 용액을 처리하여 만들어진다. 미국에서 설탕 가격은 다른 나라들보다 2~3배 높다.[40] 고과당 옥수수 시럽은 상당히 저렴하며 가공식품과 음료에 사용되는 주된 감미료이다.[41] 또한 과당은 미생물학적인 안정성이 더 뛰어나다. 고과당 옥수수 시럽(HFCS)의 한 종류인 HFCS-55는 더 많은 과당으로 만들어지기 때문에 수크로스보다 더 단맛이 나는 반면 HFCS-42의 단맛은 수크로스와 비슷하다.[42][43]
- 말티톨, 에리트리톨, 소르비톨, 만니톨 및 수소화된 녹말 가수분해물과 같은 당알코올은 환원당에 의해 만들어진 감미료이다.

#### 화공 녹말
화공 녹말(modified starch)은 고열, 고전단, 낮은 pH, 동결/해동 및 냉각과 같은 가공 또는 저장 과정 중에 빈번하게 발생하는 조건 하에서 녹말이 적절하게 기능할 수 있도록 화학적으로 변형된 녹말이다.
화공 녹말들은 식품 첨가물에 대한 국제 식품 규격 위원회에 따라 E 코드화된다(INS).
- 1400 덱스트린
- 1401 산 처리 녹말(acid-treated starch)
- 1402 알칼리 처리 녹말(alkaline-treated starch)
- 1403 표백 녹말(bleached starch)
- 1404 산화 녹말(oxidized starch)
- 1405 효소 처리 녹말(starches, enzyme-treated)
- 1410 인산 일녹말(monostarch phosphate)
- 1412 인산 이녹말(distarch phosphate)
- 1413 인산화 인산 이녹말(phosphated distarch phosphate)
- 1414 아세틸 인산 이녹말(acetylated distarch phosphate)
- 1420 아세트산 녹말(starch acetate)
- 1422 아세틸 아디핀산 이녹말(acetylated distarch adipate)
- 1440 하이드록시프로필 녹말(hydroxypropyl starch)
- 1442 하이드록시프로필 인산 이녹말(hydroxypropyl distarch phosphate)
- 1443 하이드록시프로필 글리세롤 이녹말(hydroxypropyl distarch glycerol)
- 1450 옥테닐 석신산 나트륨 녹말(starch sodium octenyl succinate)
- 1451 아세틸 산화 녹말(acetylated oxidized starch)

INS 1400, 1401, 1402, 1403 및 1405는 E 번호가 없는 EU의 식품 성분들이다. 기술적 응용을 위한 전형적인 변성 녹말은 양이온성 녹말, 하이드록시에틸 녹말 및 카복시메틸화된 녹말이다.

#### 제약산업에서의 사용
제약산업에서 녹말은 부형제, 정제 붕괴제, 결합제로 사용된다.

#### 저항성 녹말
저항성 녹말은 건강한 사람의 소장에서 잘 소화되지 않는 녹말이다. 옥수수로부터 얻은 아밀로스 함량이 높은 녹말은 다른 유형의 녹말보다 더 높은 호화 온도를 가지며, 베이킹, 압출, 기타 식품 가공 기술을 통해 저항성 녹말의 함량을 유지한다. 저항성 녹말은 빵, 파스타, 쿠키, 프레첼 및 기타 낮은 수분 함량의 식품과 같은 가공 식품에 불용성 식이 섬유로 사용된다. 또한 저항성 녹말은 건강 보조 식품으로도 활용된다. 발표된 연구에 따르면 저항성 녹말은 인슐린 민감성을 향상시키는 것을 돕고, 포만감을 증가시키며, 결장 기능의 지표를 향상시키는 것으로 나타났다. 저항성 녹말은 온전한 전곡의 건강상 이점에 기여한다고 제안되었다.

## 산업적인 응용

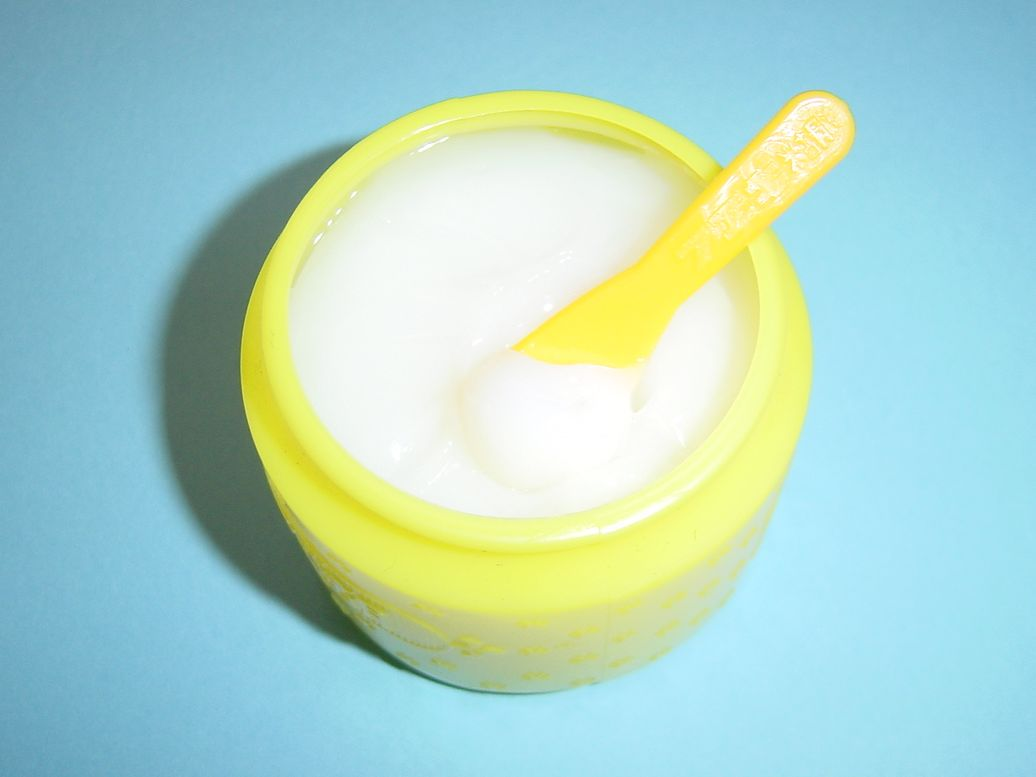
녹말 접착제

### 제지
제지는 전세계에서 녹말에 대한 비식품적인 활용 분야에서 가장 큰 부분을 차지하며 매년 수백만 톤의 녹말을 소비한다. 예를 들어 전형적인 복사 용지의 시트에서 녹말의 함량은 최대 8%까지 증가될 수 있다. 화학적으로 변형된 녹말 및 변형되지 않은 녹말 모두 제지 공정에 사용된다. 일반적으로 습윤 말단이라고 불리는 제지 공정의 습식 부분에서 사용되는 녹말은 양이온성이고, 녹말 중합체에 결합된 양이온을 갖는다. 이들 녹말 유도체들은 음이온성 또는 음전하를 띤 종이 섬유/셀룰로스 및 무기 필러와 결합한다. 양이온성 녹말은 다른 보존제 및 내부 사이즈제와 함께 제지 공정에서 형성되는 페이퍼 웹에 필요한 강도(습식 강도) 특성을 부여하고 최종 종이 시트에 강도(건식 강도)를 제공하는데 도움을 준다.
제지 공정의 건조 말기에 페이퍼 웹은 녹말 기반의 용액을 사용하여 재습윤되는데 이 과정을 사이징(sizing)이라고 한다. 제지 공장이나 녹말 제조산업에서 사용되는 녹말은 화학적으로 또는 효소적으로 탈중합된 것이다. 녹말 용액은 다양한 기계적인 프레스에 의해 페이퍼 웹에 적용된다. 표면 사이즈제와 함께 표면 녹말은 페이퍼 웹에 추가적인 강도를 부여하고 우수한 인쇄 특서를 위해 물을 보유 또는 "사이즈(size)"를 제공한다. 또한 녹말은 색소, 결합제 및 증점안정제의 혼합물을 포함하는 코팅 제제에 대한 바인더의 하나로 종이 코팅에도 사용된다. 코트지(coated paper)는 평활도, 경도, 백색도 및 광택을 개선한 것으로 인쇄 특성을 향상시킨다.

### 골판지 접착제

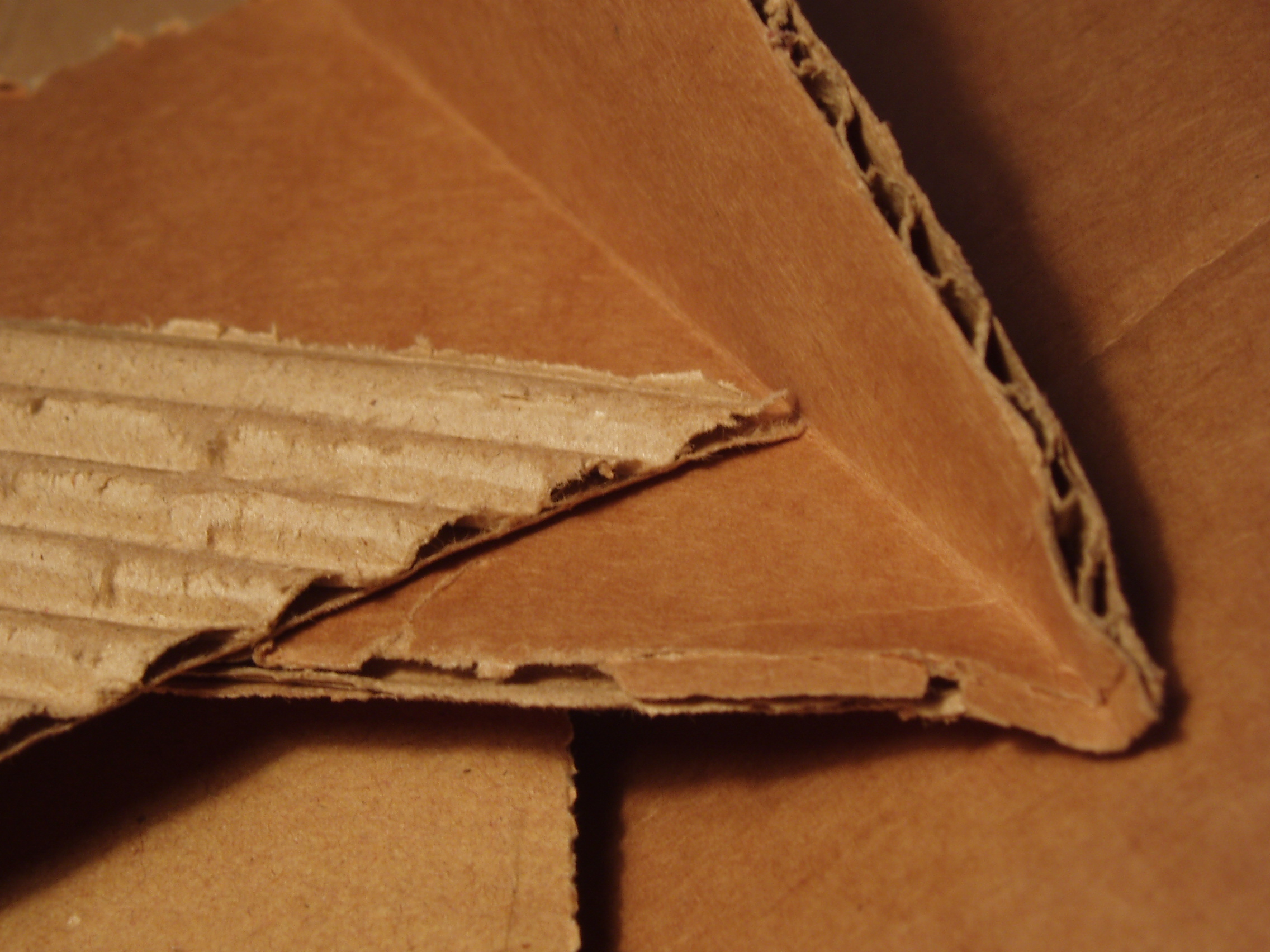
골판지 접착제로의 사용은 녹말의 주요 사용처이다.

골판지 접착제는 전세계적으로 식품이 아닌 분야에서 녹말의 가장 큰 사용처 중 하나이다. 녹말 접착제는 변형되지 않은 천연의 녹말과 붕사와 수산화 나트륨(가성 소다)와 같은 첨가제를 기본으로 한다. 녹말의 일부는 호화되어 조리되지 않은 녹말 슬러리를 운반하고, 침전을 방지한다. 이 불투명한 접착제는 스타인홀(SteinHall) 접착제라고 불린다. 접착제는 플루팅의 끝부분에 바른다. 세로로 홈이 새겨진 종이는 라이너(liner)라고 불리는 종이에 눌려진다. 그런 다음 고열로 건조시켜 접착제로 쓰이지 않는 녹말의 나머지 부분을 팽창시키거나 호화시킨다. 이러한 호화 과정 덕분에 접착제는 골판지 제작을 위한 빠르고 강력한 접착제가 된다.

### 의류용 녹말
의류용 또는 세탁용 녹말은 식물성 녹말을 물에 섞어서 만든 액체로 옷의 세탁에 사용된다. 녹말은 16세기와 17세기에 유럽에서 목부위를 둘러싸는 고급 리넨의 러프와 넓은 칼라를 빳빳하게 만들기 위해 사용되었다. 19세기와 20세기 초에 깨끗한 옷을 다림질 할 때 녹말을 발라서 남성용 셔츠의 칼라와 소매, 여성용 페티코트의 주름을 빳빳하게 만드는 것이 유행이었다. 녹말은 옷에 매끄럽고 빳빳한 가장 자리를 주었고, 추가적인 실용적 목적을 가지고 있었다. 사람의 목과 손목의 먼지와 땀은 옷의 섬유보다는 녹말에 달라붙는다. 먼지는 녹말과 함께 씻겨 나갔고 세탁 후에 녹말은 다시 발라졌다. 오늘날 녹말은 가정에서 사용하기 위해 에어로졸 스프레이으로 판매된다.

### 기타
또 다른 식품이 아닌 녹말의 대량 이용분야는 석고 보드 제조 공정에서 녹말이 사용되는 건설 업계이다. 화학적으로 변형된 또는 변형되지 않은 녹말은 주로 석고를 함유하는 스투코(stucco)에 첨가된다. 중량 시트의 상단 및 하단에 용제를 바르고, 열을 가하여 최종적으로 단단한 석고 보드를 제조한다. 녹말은 종이가 덮여 있는 경화된 석고에 접착제 역할을 하며, 보드에 강성을 제공한다.
녹말은 책 제본, 벽지 접착제, 종이 가방 제조, 튜브 와인딩, 접착 테이프, 봉투 접착제, 사무용 풀, 병 라벨링을 위한 다양한 접착제의 제조에 사용된다. 황색 덱스트린과 같은 녹말 유도체는 종이 작업을 위한 단단한 접착제를 형성하기 위해 일부 화학 물질들을 첨가하여 변형될 수 있다. 화학 물질들 중 일부는 붕사 또는 탄산 나트륨(소다회)를 사용하며, 이는 50~70°C에서 녹말 용액과 혼합되어 매우 우수한 접착제를 생성한다. 접착력을 강화하기 위해 규산 나트륨(sodium silicate)을 첨가할 수 있다.
- 녹말로 만든 섬유 화학 물질: 와프 사이즈제는 직조 동안 실의 끊김을 줄이기 위해 사용한다. 녹말은 주로 면화으로 된 실의 크기를 정하는데 사용된다. 또한 화공 녹말은 날염의 증점제로 사용된다.
- 석유 탐사에서 녹말은 드릴 헤드를 윤활시키고, 석유 추출에서 연삭 가공 잔여물을 부유시키는데 사용되는 드릴링 유체의 점성을 조정하는데 사용된다.
- 녹말은 또한 일부 포장용 스티로폼을 만드는데 사용되며, 일부는 보조 천장을 만드는데 사용된다.
- 인쇄 산업에서 식품 등급의 녹말[50]은 젖은 잉크가 떨어지는 것을 방지하기 위해 인쇄된 용지를 분리하는데 사용되는 안티-셋-오프 스프레이 파우더의 제조에 사용된다.
- 바디 파우더의 경우, 옥수수 녹말 분말은 활석 분말을 대체하는데 사용되고, 다른 건강 및 미용 제품에서도 마찬가지로 사용된다.
- 녹말은 다양한 바이오플라스틱, 생분해가 가능한 합성 중합체를 생산하는데 사용된다. 그 예로는 녹말로부터 유래된 포도당을 기반으로 한 폴리락트산이 있다.
- 녹말로부터 유래된 포도당은 소위 습식 분쇄 공정을 사용하여 바이오 에탄올로 더 발효될 수 있다. 오늘날 대부분의 바이오 에탄올 생산 공장에서는 옥수수나 다른 원료를 에탄올로 직접 발효시키는 건식 분쇄 공정을 사용한다.[51]
- 수소 생산은 효소를 사용하여 녹말로부터 유래된 포도당을 원료로 사용할 수 있다.[52]

### 직업 안전과 보건
미국 연방 직업안전 보건국(OSHA)은 작업장에서 녹말 노출에 대한 법적 제한치(허용 노출 한도)를 총노출량 15 mg/m3 및 8시간 근무시 호흡기 노출량을 5 mg/m3 로 설정했다. 미국 국립 직업안전위생연구소(NIOSH)는 총노출량 10 mg/m3 및 8시간 근무시 호흡기 노출량 5 mg/m3 을 권장 노출 한도로 설정했다.

## 같이 보기
- 아크릴아마이드: 튀김 및 구운 음식에 존재함.
- 아밀레이스: 녹말을 당으로 분해하는 것을 돕는 효소
- 아밀로스
- 아밀로펙틴
- 글리코젠